# دشت شاد
دشت شاد روستایی در دهستان رضوان بخش کالپوش شهرستان میامی استان سمنان ایران است.
این روستا شمالی ترین نقطه استان سمنان از لحاظ مختصات جغرافیایی و مسکونی بودن است.

## جمعیت
بر پایه سرشماری عمومی نفوس و مسکن در سال ۱۳۹۵ جمعیت این روستا ۱٬۲۰۱ نفر (۴۰۰خانوار) بوده‌است.